# UCI Women's World Tour 2024
UCI Women's World Tour 2024 var den nionde upplagan av UCI Women's World Tour, en serie cykeltävlingar som årligen anordnas av Internationella cykelunionen (UCI). Totalt 27 tävlingar arrangerades under året. Touren startade den 12 januari med Women's Tour Down Under och avslutades den 20 oktober med Tour of Guangxi.

## Tävlingar
Tävlingskalendern meddelades i juni 2023 och innehöll totalt 28 tävlingar. Tävlingskalendern är i stort sett precis som 2023 med undantag att vissa lopp flyttats på grund av olympiska sommarspelen 2024 och paralympiska sommarspelen 2024. I maj 2024 ställdes Tour of Scandinavia in på grund av brist av finansiering.
| Tävling                                  | Datum            | Vinnare                    | Tvåa                       | Trea                        | Ledare                     |
| ---------------------------------------- | ---------------- | -------------------------- | -------------------------- | --------------------------- | -------------------------- |
| Women's Tour Down Under                  | 12–14 januari    | Sarah Gigante (AUS)        | Nienke Vinke (NED)         | Neve Bradbury (AUS)         | Sarah Gigante (AUS)        |
| Cadel Evans Great Ocean Road Race        | 27 januari       | Rosita Reijnhout (NED)     | Dominika Włodarczyk (POL)  | Cecilie Uttrup Ludwig (DEN) | Dominika Włodarczyk (POL)  |
| UAE Tour                                 | 8–11 februari    | Lotte Kopecky (BEL)        | Neve Bradbury (AUS)        | Mavi García (ESP)           | Neve Bradbury (AUS)        |
| Omloop Het Nieuwsblad                    | 24 februari      | Marianne Vos (NED)         | Lotte Kopecky (BEL)        | Elisa Longo Borghini (ITA)  | Lotte Kopecky (BEL)        |
| Strade Bianche Donne                     | 2 mars           | Lotte Kopecky (BEL)        | Elisa Longo Borghini (ITA) | Demi Vollering (NED)        | Lotte Kopecky (BEL)        |
| Ronde van Drenthe                        | 10 mars          | Lorena Wiebes (NED)        | Elisa Balsamo (ITA)        | Puck Pieterse (NED)         | Lotte Kopecky (BEL)        |
| Trofeo Alfredo Binda-Comune di Cittiglio | 17 mars          | Elisa Balsamo (ITA)        | Lotte Kopecky (BEL)        | Puck Pieterse (NED)         | Lotte Kopecky (BEL)        |
| Classic Brugge–De Panne                  | 21 mars          | Elisa Balsamo (ITA)        | Charlotte Kool (NED)       | Daria Pikulik (POL)         | Lotte Kopecky (BEL)        |
| Gent–Wevelgem                            | 24 mars          | Lorena Wiebes (NED)        | Elisa Balsamo (ITA)        | Chiara Consonni (ITA)       | Lotte Kopecky (BEL)        |
| Flandern runt                            | 31 mars          | Elisa Longo Borghini (ITA) | Katarzyna Niewiadoma (POL) | Shirin van Anrooij (NED)    | Lotte Kopecky (BEL)        |
| Paris–Roubaix Femmes                     | 6 april          | Lotte Kopecky (BEL)        | Elisa Balsamo (ITA)        | Pfeiffer Georgi (GBR)       | Lotte Kopecky (BEL)        |
| Amstel Gold Race                         | 14 april         | Marianne Vos (NED)         | Lorena Wiebes (NED)        | Ingvild Gåskjenn (NOR)      | Lotte Kopecky (BEL)        |
| Vallonska pilen för damer                | 17 april         | Katarzyna Niewiadoma (POL) | Demi Vollering (NED)       | Elisa Longo Borghini (ITA)  | Lotte Kopecky (BEL)        |
| Liège–Bastogne–Liège Femmes              | 21 april         | Grace Brown (AUS)          | Elisa Longo Borghini (ITA) | Demi Vollering (NED)        | Lotte Kopecky (BEL)        |
| La Vuelta Femenina                       | 28 april – 5 maj | Demi Vollering (NED)       | Riejanne Markus (NED)      | Elisa Longo Borghini (ITA)  | Elisa Longo Borghini (ITA) |
| Itzulia Women                            | 10–12 maj        | Demi Vollering (NED)       | Mischa Bredewold (NED)     | Juliette Labous (FRA)       | Elisa Longo Borghini (ITA) |
| Vuelta a Burgos Feminas                  | 16–19 maj        | Demi Vollering (NED)       | Évita Muzic (FRA)          | Karlijn Swinkels (NED)      | Demi Vollering (NED)       |
| RideLondon Classique                     | 24–26 maj        | Lorena Wiebes (NED)        | Charlotte Kool (NED)       | Lotte Kopecky (BEL)         | Demi Vollering (NED)       |
| Tour of Britain Women                    | 6–9 juni         | Lotte Kopecky (BEL)        | Anna Henderson (GBR)       | Christine Majerus (LUX)     | Lotte Kopecky (BEL)        |
| Tour de Suisse Women                     | 15–18 juni       | Demi Vollering (NED)       | Neve Bradbury (AUS)        | Elisa Longo Borghini (ITA)  | Demi Vollering (NED)       |
| Giro d'Italia Women                      | 7–14 juli        | Elisa Longo Borghini (ITA) | Lotte Kopecky (BEL)        | Neve Bradbury (AUS)         | Lotte Kopecky (BEL)        |
| Tour de France Femmes                    | 12–18 augusti    | Katarzyna Niewiadoma (POL) | Demi Vollering (NED)       | Pauliena Rooijakkers (NED)  | Demi Vollering (NED)       |
| Classic Lorient Agglomération            | 24 augusti       | Mischa Bredewold (NED)     | Chloé Dygert (USA)         | Liane Lippert (GER)         | Demi Vollering (NED)       |
| Romandiet runt för damer                 | 6–8 september    | Lotte Kopecky (BEL)        | Demi Vollering (NED)       | Gaia Realini (ITA)          | Demi Vollering (NED)       |
| Simac Ladies Tour                        | 8–13 oktober     | Lotte Kopecky (BEL)        | Franziska Koch (GER)       | Zoe Bäckstedt (GBR)         | Lotte Kopecky (BEL)        |
| Tour of Chongming Island                 | 15–17 oktober    | Marta Lach (POL)           | Mylène de Zoete (NED)      | Scarlett Souren (NED)       | Lotte Kopecky (BEL)        |
| Tour of Guangxi                          | 20 oktober       | Sandra Alonso (ESP)        | Giada Borghesi (ITA)       | Marta Lach (POL)            | Lotte Kopecky (BEL)        |